# Fenestella altaica
Fenestella altaica is een mosdiertjessoort uit de familie van de Fenestellidae. De wetenschappelijke naam van de soort is voor het eerst geldig gepubliceerd in 1924 door Tolmatchoff.